# قطعنامه ۵۷۱ شورای امنیت
قطعنامه ۵۷۱ شورای امنیت سازمان ملل متحد که در تاریخ ۰۴ اکتبر ۱۹۸۵ تصویب شد، سندی بین‌المللی دربارهٔ اسرائیل-تونس است. این قطعنامه طی نشست ۲۶۱۵ام با ۱۴ موافق، ۰ مخالف و ۱ ممتنع تصویب شد.